# Attentat du 10 juin 2023 à Mogadiscio
L'attentat du 10 juin 2023 à Mogadiscio est survenu le 10 juin 2023 lorsque des militants d'al-Shabaab ont attaqué un hôtel à Lido Beach (en), à Mogadiscio, en Somalie, tuant six civils, trois soldats et sept assaillants,,.

## Contexte
Le groupe djihadiste al-Shabaab a lancé une insurrection en 2006, essayant de renverser le gouvernement somalien soutenu par la communauté internationale et d'imposer une forme sévère de la charia. Le groupe islamiste a mené de nombreuses attaques dans la capitale somalienne Mogadiscio, ciblant des bâtiments civils, notamment des hôtels et des restaurants, ainsi que des cibles militaires et politiques.

## Attentat
Dans la nuit du 9 au 10 juin 2023, al-Shabaab a attaqué le populaire hôtel-restaurant haut de gamme Pearl Beach à Lido Beach, à Mogadiscio. Sept hommes armés ont attaqué son restaurant après y avoir fait exploser une bombe. Ils ont tué au moins six civils et trois membres des forces de sécurité. Quatre-vingt-quatre civils ont été secourus à la suite d'un siège. Tous les assaillants ont été abattus par les forces de sécurité.